# 農民の婚宴
『農民の婚宴』（のうみんのこんえん、蘭: De boerenbruiloft, 英: The Peasant Wedding）は、フランドルの画家ピーテル・ブリューゲルが1568年頃に描いた絵画。『農家の婚礼』とも。

## 概要
本作は、ブリューゲルが最晩年に描いた代表作であるとともに、フランドル絵画の特徴の1つである、農民を描いた風俗画の先駆けとされる作品である。ブリューゲルは、ブリュッセルに移り住んだ2年後に、『穀物の収穫』などのように農村の風景を描いている。
本作が製作された16世紀にはキャンバスも存在したが、ブリューゲルは支持体にネーデルランド産の良質なオーク材の板を選んだ。画家は、板に絵筆を念入りに運び、絵具を薄く塗り重ねて仕上げている。
ブリューゲルは、初期には『子どもの遊戯』や『謝肉祭と四旬節の喧嘩』などのように、高い視点から人物群を描く構成の作品を発表していたが、円熟期には『雪中の狩人』や『牛群の帰り』などのように、前景に高地を描き、中景に低地を配置する対角線の構図をもつ作品を発表している。本作の場合も、対角線の構図を採用することで、当時は稀であった室内における婚宴の情景を臨場感たっぷりに描き出している。
遠景に向かうほどに人物を小さく描くことによって空間を表現するスタイルは、ブリューゲルの描く風景画の特徴のひとつである。それだけでなくブリューゲルは、人物の表情や動きを丹念に多彩に描き込んでいる。
婚宴の主役は花婿と花嫁であるが、ブリューゲルは、宴会の主役をはっきりとは描いていない。『農民の婚礼の踊り』でも、踊っている人物のうち誰が主役なのかが、はっきりとはわからない。本作では、テーブルの右手前で客のために給仕をしている男性が花婿であるとされ、当時は花嫁に限って被り物をしなかったため、正面の長い髪の女性が花嫁であるとされる。
画面手前で2人の農民が運んでいるのは、ブライと呼ばれるフランドル地方特有のプディングとされる。画面の右端で黒色の服を身に着けて座っている男性は、村の領主であるといわれている他、扮装して農村の婚宴にやってきたブリューゲル自身であるともいわれている。

## 評価
大阪成蹊大学の市毛史朗は、「貴族の優美な肖像画とは異なり、労働に従事する者たちが歌い、踊る姿には滑稽さも漂う。ブリューゲルは、農民の粗野さ、人間の愚かしさを風刺しているとともに、彼らの暮らす姿に確かな愛情をもって、生き生きと描いている」と評している。